# Мэнн, Тре
Тре Мэнн (англ. Tre Mann; род. 3 февраля 2001, Гейнсвилл, Флорида) — нигерийский и американский профессиональный баскетболист, выступающий за команду НБА «Шарлотт Хорнетс». Играет на позиции разыгрывающего защитника.

## Профессиональная карьера

### Оклахома-Сити Тандер (2021–2024)
Мэнн был выбран под 18-м номером на драфте НБА 2021 года командой «Оклахома-Сити Тандер». 8 августа 2021 года он подписал контракт с «Тандер».
9 апреля 2023 года Мэнн записал свой первый в карьере трипл-дабл, когда он закончил выигранную игру против «Мемфис Гриззлис» с 24 очками, 12 подборами и 12 передачами.

### Шарлотт Хорнетс (2024–настоящее время)
8 февраля 2024 года Мэнн был обменян в «Шарлотт Хорнетс» вместе с Дависом Бертансом, Василием Мицичем, выбором во втором раунде 2024 года, выбором во втором раунде 2025 года и денежными компенсациями на Гордона Хейворда.
30 июня 2025 года «Хорнетс» не стали делать игроку квалификационное предложение и позволили игроку выйти на рынок свободных агентов.

## Статистика

### Статистика в НБА
| Сезон                                                                                    | Команда       | Регулярный сезон | Регулярный сезон | Регулярный сезон | Регулярный сезон | Регулярный сезон | Регулярный сезон | Регулярный сезон | Регулярный сезон | Регулярный сезон | Регулярный сезон | Регулярный сезон | Серия плей-офф | Серия плей-офф | Серия плей-офф | Серия плей-офф | Серия плей-офф | Серия плей-офф | Серия плей-офф | Серия плей-офф | Серия плей-офф | Серия плей-офф | Серия плей-офф |
| Сезон                                                                                    | Команда       | GP               | GS               | MPG              | FG%              | 3P%              | FT%              | RPG              | APG              | SPG              | BPG              | PPG              | GP             | GS             | MPG            | FG%            | 3P%            | FT%            | RPG            | APG            | SPG            | BPG            | PPG            |
| ---------------------------------------------------------------------------------------- | ------------- | ---------------- | ---------------- | ---------------- | ---------------- | ---------------- | ---------------- | ---------------- | ---------------- | ---------------- | ---------------- | ---------------- | -------------- | -------------- | -------------- | -------------- | -------------- | -------------- | -------------- | -------------- | -------------- | -------------- | -------------- |
| 2021/22                                                                                  | Оклахома-Сити | 60               | 26               | 22,8             | 39,3             | 36,0             | 79,3             | 2,9              | 1,5              | 0,8              | 0,2              | 10,4             | Не участвовал  | Не участвовал  | Не участвовал  | Не участвовал  | Не участвовал  | Не участвовал  | Не участвовал  | Не участвовал  | Не участвовал  | Не участвовал  | Не участвовал  |
| 2022/23                                                                                  | Оклахома-Сити | 67               | 5                | 17,7             | 39,3             | 31,5             | 76,4             | 2,3              | 1,8              | 0,6              | 0,2              | 7,7              | Не участвовал  | Не участвовал  | Не участвовал  | Не участвовал  | Не участвовал  | Не участвовал  | Не участвовал  | Не участвовал  | Не участвовал  | Не участвовал  | Не участвовал  |
| 2023/24                                                                                  | Оклахома-Сити | 13               | 0                | 9,2              | 50,0             | 42,1             | 100,0            | 1,8              | 1,5              | 0,2              | 0,0              | 3,8              | Не участвовал  | Не участвовал  | Не участвовал  | Не участвовал  | Не участвовал  | Не участвовал  | Не участвовал  | Не участвовал  | Не участвовал  | Не участвовал  | Не участвовал  |
| 2023/24                                                                                  | Шарлотт       | 28               | 28               | 31,0             | 45,3             | 36,4             | 75,9             | 4,5              | 5,2              | 1,7              | 0,1              | 11,9             | Не участвовал  | Не участвовал  | Не участвовал  | Не участвовал  | Не участвовал  | Не участвовал  | Не участвовал  | Не участвовал  | Не участвовал  | Не участвовал  | Не участвовал  |
| 2024/25                                                                                  | Шарлотт       | 13               | 0                | 24,5             | 43,5             | 40,0             | 90,5             | 2,9              | 3,0              | 0,5              | 0,3              | 14,1             | Не участвовал  | Не участвовал  | Не участвовал  | Не участвовал  | Не участвовал  | Не участвовал  | Не участвовал  | Не участвовал  | Не участвовал  | Не участвовал  | Не участвовал  |
|                                                                                          | Всего         | 181              | 59               | 21,3             | 41,1             | 35,0             | 78,8             | 2,8              | 2,3              | 0,8              | 0,2              | 9,4              | Не участвовал  | Не участвовал  | Не участвовал  | Не участвовал  | Не участвовал  | Не участвовал  | Не участвовал  | Не участвовал  | Не участвовал  | Не участвовал  | Не участвовал  |
| Наведите курсор мыши на аббревиатуры в заголовке таблицы, чтобы прочесть их расшифровку. |               |                  |                  |                  |                  |                  |                  |                  |                  |                  |                  |                  |                |                |                |                |                |                |                |                |                |                |                |

### Статистика в Джи-Лиге
| Сезон                                                                                    | Команда           | Регулярный сезон | Регулярный сезон | Регулярный сезон | Регулярный сезон | Регулярный сезон | Регулярный сезон | Регулярный сезон | Регулярный сезон | Регулярный сезон | Регулярный сезон | Регулярный сезон | Серия плей-офф | Серия плей-офф | Серия плей-офф | Серия плей-офф | Серия плей-офф | Серия плей-офф | Серия плей-офф | Серия плей-офф | Серия плей-офф | Серия плей-офф | Серия плей-офф |
| Сезон                                                                                    | Команда           | GP               | GS               | MPG              | FG%              | 3P%              | FT%              | RPG              | APG              | SPG              | BPG              | PPG              | GP             | GS             | MPG            | FG%            | 3P%            | FT%            | RPG            | APG            | SPG            | BPG            | PPG            |
| ---------------------------------------------------------------------------------------- | ----------------- | ---------------- | ---------------- | ---------------- | ---------------- | ---------------- | ---------------- | ---------------- | ---------------- | ---------------- | ---------------- | ---------------- | -------------- | -------------- | -------------- | -------------- | -------------- | -------------- | -------------- | -------------- | -------------- | -------------- | -------------- |
| 2021/22                                                                                  | Оклахома-Сити Блю | 7                | 7                | 26,8             | 45,6             | 36,1             | 60,0             | 4,4              | 3,9              | 1,7              | 0,3              | 15,0             | Не участвовал  | Не участвовал  | Не участвовал  | Не участвовал  | Не участвовал  | Не участвовал  | Не участвовал  | Не участвовал  | Не участвовал  | Не участвовал  | Не участвовал  |
| 2022/23                                                                                  | Оклахома-Сити Блю | 4                | 4                | 33,8             | 48,8             | 45,0             | 72,7             | 5,0              | 4,0              | 1,5              | 0,0              | 27,8             | Не участвовал  | Не участвовал  | Не участвовал  | Не участвовал  | Не участвовал  | Не участвовал  | Не участвовал  | Не участвовал  | Не участвовал  | Не участвовал  | Не участвовал  |
| 2023/24                                                                                  | Оклахома-Сити Блю | 2                | 2                | 30,0             | 53,3             | 33,3             | 100,0            | 8,0              | 5,0              | 3,5              | 0,5              | 20,0             | Не участвовал  | Не участвовал  | Не участвовал  | Не участвовал  | Не участвовал  | Не участвовал  | Не участвовал  | Не участвовал  | Не участвовал  | Не участвовал  | Не участвовал  |
|                                                                                          | Всего             | 13               | 13               | 29,4             | 48,0             | 39,6             | 69,6             | 5,2              | 4,1              | 1,9              | 0,2              | 19,7             | Не участвовал  | Не участвовал  | Не участвовал  | Не участвовал  | Не участвовал  | Не участвовал  | Не участвовал  | Не участвовал  | Не участвовал  | Не участвовал  | Не участвовал  |
| Наведите курсор мыши на аббревиатуры в заголовке таблицы, чтобы прочесть их расшифровку. |                   |                  |                  |                  |                  |                  |                  |                  |                  |                  |                  |                  |                |                |                |                |                |                |                |                |                |                |                |

### Статистика в NCAA
| Сезон | Команда | Conf  | Class | GP | GS | MPG  | FG%  | 3P%  | FT%  | RPG | APG | SPG | BPG | PPG  |
| --- | ------- | ----- | ----- | -- | -- | ---- | ---- | ---- | ---- | --- | --- | --- | --- | ---- |
| 2019/20 | Флорида | SEC   | FR    | 29 | 4  | 17,8 | 35,6 | 27,5 | 65,5 | 1,9 | 0,7 | 0,6 | 0,1 | 5,3  |
| 2020/21 | Флорида | SEC   | SO    | 24 | 24 | 32,4 | 45,9 | 40,2 | 83,1 | 5,6 | 3,5 | 1,4 | 0,1 | 16,0 |
| Всего | Всего   | Всего | Всего | 53 | 28 | 24,4 | 42,2 | 34,9 | 78,8 | 3,6 | 1,9 | 0,9 | 0,1 | 10,2 |
| Наведите курсор мыши на аббревиатуры в заголовке таблицы, чтобы прочесть их расшифровку Статистика приведена с сайта sports-reference.com |         |       |       |    |    |      |      |      |      |     |     |     |     |      |